# 5372 Bikki
Az 5372 Bikki (ideiglenes jelöléssel 1987 WS) a Naprendszer kisbolygóövében található aszteroida. Kin Endate,  Vatanabe Kazuró fedezte fel 1987. november 29-én.